# Stukaczouka
Stukaczouka (biał. Стукачоўка; ros. Стукачёвка) – wieś na Białorusi, w obwodzie homelskim, w rejonie homelskim, w sielsowiecie Dauhalessie.